# Волкодав (роман)
«Волкодав» — роман российской писательницы Марии Семёновой, первая часть серии книг «Волкодав». Роман написан в 1995 году.

## Сюжет
Волкодав приходит в родное село, где уже живёт чужой народ - сегваны. Когда-то сегваны населяли острова в океане, но вынуждены были  на материк из-за наступления ледников. Винитарий не стал ждать гибели урожаев и переселился со своим родом, попутно полностью уничтожив местный род Серых Псов народа веннов, и занял их земли. Он решил пощадить уцелевшего веннского мальчишку ("На счастье") и продал его в рабство. Работорговцы перепродают мальчика в Самоцветные горы, страшное место, где рабы работают, добывая самоцветы, и со временем погибают от болезней и непосильной работы. Там мальчик возмужал и начал постигать воинскую науку. Один из надсмотрщиков (тоже венн, их с Волкодавом вместе привезли на рудники) по прозвищу Волк для забавы вызывает рабов на смертельный бой и убивает их. Юноша ответил на вызов и убил Волка. После этого его прозвали Волкодавом.
Волкодав проникает в тщательно охраняемый замок, где находит слепого узника Тилорна, представителя неведомого развитого народа. Тилорн рассказывает, что сам построил замок. Волкодав является в покои Людоеда, где тот собирается развлечься с пленной девушкой Ниилит, и убивает злодея. Волкодав решает, что его жизненный путь окончен, но девушка побуждает его жить дальше. Он помогает Тилорну и Ниилит спастись из замка. Забота о них не позволяет Волкодаву присоединиться к мёртвым родичам.
Волкодав, Тилорн и Ниилит направляются в Галирад, большой сольвеннский город, присоединившись к каравану сегванов, куда Волкодав нанимается охранником. Ручная летучая мышь Волкодава (Нелетучий Мыш) предупреждает хозяина о засаде. Сегванам удаётся отбиться от нападения шайки сольвенов под предводительством Жадобы, причём Волкодав отрубает Жадобе два пальца и завладевает его мечом. В Галираде местный оружейник узнаёт меч Жадобы и тащит венна на суд кнесинки Елень, но та снимает обвинения с Волкодава и назначает его в свою личную охрану. Волкодав спасает кнесинку от убийцы, представителя тайной секты, поклонников богини смерти Мораны.
Отец кнесинки сватает её к кровному врагу Волкодава — кунсу Винитару, отцом которого являлся Людоед-Винитарий. Во время сопровождения кнесинки, направляющейся к своему жениху, Волкодаву и войску галирадцев приходится неоднократно столкнуться с многочисленным войском разбойников Жадобы, прежде чем Волкодав встретится с Винитаром.
Основные персонажи
Волкодав. Воин из племени веннов, в совершенстве овладевший приемами «кан-киро» (местный аналог айкидо). Несмотря на молодой возраст — 23 года — выглядит намного старше из-за долгих лет, проведенных в руднике. Имеет «яркую» внешность — шрам, выбитый передний зуб, сломанный нос. Вследствие каторжного труда болен туберкулезом. По характеру скептик, аскет и пессимист. Сдержан и замкнут, но способен как на жестокость, так и на благородные поступки. При этом обладает обостренным чувством справедливости, строго чтит традиции родного племени наряду с личными принципами. Неграмотен и косноязычен, но обладает сильным практическим умом и многочисленными навыками. Мечтает когда-либо прийти к размеренной, спокойной жизни.
(Нелетучий) Мыш. Ручной нетопырь, подобранный Волкодавом в руднике. Единственное существо, к которому Волкодав испытывает привязанность. Не может летать из-за разорванного кнутом крыла. Впоследствии крыло зашил Тилорн, после чего прозвище стало просто Мыш. Даже полностью здоровый, везде следует за своим покровителем. Полная противоположность Волкодаву — весел, задирист и драчлив.
Тилорн. Спасен Волкодавом в замке Людоеда. Возраст не определен — от 25 до 30 лет. Владеет большинством существующих в мире романа языков, но его собственное происхождение неясно. Возможно, представитель более развитой инопланетной цивилизации. Во всяком случае, он имеет немыслимые в «средневековом» мире романа познания в физике, химии, астрономии, медицине, архитектуре. Владеет гипнозом и экстрасенсорными техниками, за что считается «колдуном». Зодчий замка Винитария. Обаятелен, умеет расположить к себе практически любого человека.
Ниилит. Девушка из южной страны Сакаррем, спасенная Волкодавом. Около 15 лет. Образованна, отзывчива, добра, невероятно красива. Наивна, но обладает живым умом. Возлюбленная Тилорна. Владеет некоторыми экстрасенсорными техниками.
Эврих. Аррант по происхождению, спасенный Волкодавом от жрецов Богов-Близнецов. Ровесник Волкодава, учёный и интеллектуал средневекового уровня. Обладает красивой внешностью и дружелюбным, хотя и едким, язвительным характером.
Аптахар. Из племени сегванов, возраст 40-50 лет. Опытный наемный воин. Приятель Волкодава большую часть романа. По характеру — компанейский и добродушный человек. Теряет руку в последней схватке с разбойниками.
Лучезар. Боярин из галирадской дружины, дальний родственник Елени. Молодой, но опытный и сильный воин. При этом импульсивен, циничен и безответственен. Наркоман (употребляет «серые кристаллы»). Крайне неприязненно относится к Волкодаву. Убит Волкодавом в поединке в конце романа.
Крут. Галирадский воевода, умный и опытный воин. Поначалу не доверяет Волкодаву, но позже его отношение меняется.
Канаон и Плишка. Друзья-наемники на службе у жрецов религии Богов-Близнецов, затем перешедшие на службу Лучезару. Канаон — нарлак, красивый, черноволосый, мускулистый и сильный воин. Мужественен, но самолюбив, не слишком умен и склонен к жестокости. Плишка — сегван, выдающий себя за сольвенна, с невыразительной внешностью, обычно держится в тени своего яркого приятеля. При этом гораздо умнее Канаона. По характеру — язвительный циник. Оба убиты Волкодавом.
Винитарий (Людоед). Вождь одного из сегванских племен, истребивший род Волкодава. Умелый, но жестокий и беспринципный воин. Убит в своём замке главным героем в начале романа.
Винитар. Сын Людоеда, чуть старше Волкодава, прекрасный воин и полководец. Страж Северных Врат (нечто вроде военного губернатора) Велимора . Кровный враг главного героя. В отличие от отца обладает выраженными моральными принципами, строго придерживается воинской чести.
Елень. Кнесинка (княжна) сольвеннского торгового города Галирада. Возраст — 16-17 лет. Назначает Волкодава своим телохранителем и просит обучить её воинскому искусству, затем влюбляется в него. Была назначена отцом в невесты Винитару.
Жадоба. Жестокий разбойник-сольвенн. Расист. Ведёт охоту на кнесинку Елень по заказу Лучезара.

## Экранизация
Роман «Волкодав» был экранизирован в 2006 году в фильме «Волкодав из рода Серых Псов». Фильм стал одним из лидеров российского проката, но получил смешанные оценки. В фильме по сравнению с книгой изменен финал и сокращены некоторые сюжетные линии.
Мария Семёнова осталась фильмом недовольна:
Понимаете, фильм — это личное творческое произведение режиссёра Николая Лебедева. Там поменяй три-четыре имени, отчества и фамилии, и я бы в жизни не догадалась, что это по моей книге снимали. Я, честно говоря, не знаю, почему Николаю так понадобилось поступить. Книгу-то я писала, чтобы она как можно больше отличалась от этих усредненных и инкубаторских сказочных боевичков, которые пекут на Западе. Там должна была мощно прослеживаться славянская тематика. В общем-то ради Волкодава в своё время я пошла заниматься айкидо, желая получить представление о том, чем будет заниматься мой герой. В книге должен был показан менталитет эпохи. И почему-то ту книгу, которая в некоторой степени была написана как протест против этнического и познавательного безличия, понадобилось со всех сторон кастрировать. Но Лебедев все-таки матерый профессионал. И если он так сделал, значит была на то причина».

А по этой экранизации компанией Gaijin Entertainment была создана для платформы Microsoft Windows видеоигра.